# Notodden (plaats)
Notodden is een plaats in de Noorse gemeente Notodden, provincie Telemark. Notodden telt 8.367 inwoners (2007) en heeft een oppervlakte van 7,46 km².
Notodden is gekend als onderdeel van de industriële erfgoedsite Rjukan-Notodden.